# Клокушна
Клокушна (рум. Clocușna) — село в Окницком районе Республики Молдова. Относится к сёлам, не образующим коммуну.

## География
Село расположено на высоте 245 метров над уровнем моря.

## Население
По данным переписи населения 2004 года, в селе Клокушна проживает 2502 человека (1194 мужчины, 1308 женщин).
Этнический состав села:
| Национальность | Число жителей | Процентный состав |
| -------------- | ------------- | ----------------- |
| молдаване      | 2435          | 97.32             |
| украинцы       | 41            | 1.64              |
| русские        | 21            | 0.84              |
| румыны         | 2             | 0.08              |
| болгары        | 1             | 0.04              |
| прочие         | 2             | 0.08              |
| Всего          | 2502          | 100 %             |

## Археология
К западу от Клокушны обнаружен курган высотой около 1 м, в урочище, которое называют Ла Вышкэ или Ла обсерватор. Насыпь значительно разрушена земляными работами и фундаментом геодезического знака, установленного на кургане.

## Известные уроженцы
- Лотяну, Эмиль Владимирович (1936—2003) — молдавский, советский и российский кинорежиссёр, сценарист, педагог. Народный артист РСФСР (1980).
- Косарчук, Валерий Петрович — молдавский политический деятель. Министр сельского хозяйства и пищевой промышленности Республики Молдова (2009—2010).

## Достопримечательности
- В селе работает музей, посвящённый режиссёру Эмилю Лотяну.